# Lipnik (województwo zachodniopomorskie)
Lipnik (niem. Lindenberg) – osada w Polsce położona w województwie zachodniopomorskim, w powiecie stargardzkim, w gminie Stargard. Osada leży tuż przy granicy Stargardu, przy drodze krajowej nr 10.
W latach 1945–1991 Lipnik był osadą Państwowych Gospodarstw Rolnych. W latach 1975–1998 miejscowość administracyjnie należała do województwa szczecińskiego.
Część miejscowości obejmująca cegielnię i związane z nią zabudowania stanowiły dawniej osadę Wykopki, jej niemiecką nazwą było Sandsteinwerk.
W Lipniku siedzibę ma Ośrodek Doświadczalny ZUT, działający również w Ostoi.
W 2006 roku oddano do użytku kościół pw. Matki Bożej Nieustającej Pomocy w Lipniku, będący świątynią filialną parafii pw. Św. Antoniego z Padwy w Kobylance
W 2021 przy granicy ze Stargardem wybudowano park handlowy o powierzchni 18845 m².

## Zabytki
- były XIX-wieczny folwark,
- pseudoklasycystyczny murowany dwór z XIX wieku,
- park podworski,
- zabudowania folwarczne z początku XX wieku.